# Mount Vernon (Iowa)
Mount Vernon ist eine Stadt (City) im Linn County im Osten des US-amerikanischen Bundesstaates Iowa. Das U.S. Census Bureau hat bei der Volkszählung 2020 eine Einwohnerzahl von 4.527 ermittelt.
Zu den Sehenswürdigkeiten in dem Ort ist der etwa zwanzig Kilometer östlich von Cedar Rapids gelegene Ash Park Historic District zu zählen. Erwähnenswert ist das Cornell College, an dem einige Politiker lernten oder lehrten.

## Persönlichkeiten
- John Q. Tufts (1840–1908), Politiker, Student am Cornell College
- L. M. Shaw (1848–1932), Politiker, Student am Cornell College
- Joseph W. Babcock (1850–1909), Politiker, besuchte Schulen in Mount Vernon
- Eben Martin (1855–1932), Politiker, besuchte Schulen und das Cornell College in Mount Vernon
- Robert G. Cousins (1859–1933), Politiker, Student am Cornell College
- William W. McCredie (1862–1935), Politiker, Student am Cornell College
- Burton E. Sweet (1867–1957), Politiker, Student am Cornell College
- George O. Curme (1888–1976), Chemiker, geboren in Mount Vernon
- Leo Beranek (1914–2016), amerikanischer Akustiker, wuchs in Mount Vernon auf
- David Loebsack (* 1952), Politiker, lebt privat in Mount Vernon und lehrt am Cornell College politische Wissenschaften
- Thomas Robert Zinkula (* 1957), römisch-katholischer Geistlicher, Erzbischof von Dubuque, geboren in Mount Vernon
- Chris Carney (* 1959), Politiker, besuchte bis 1981 das Cornell College
- Jefferson White (* 1989), Schauspieler
- Tristan Wirfs (* 1999), American-Football-Spieler, geboren in Mount Vernon